# Point chaud de Crozet
Le point chaud de Crozet est un point chaud volcanique à l'origine de la formation du plateau de l'archipel Crozet, dans le sud de l'océan Indien.

## Caractéristiques
Contrairement à d'autres points chauds, tel celui de la chaîne sous-marine Hawaï-Empereur, celui de Crozet ne forme pas de ligne distincte, mais plutôt une zone volcanique. Les cinq groupes d'îles de l'archipel présentent en effet des preuves récentes d'activité volcanique, hormis les îlots des Apôtres. On peut néanmoins dégager une tendance est-ouest, avec un azimut de 109° (± 10°) par rapport à l'équateur.
La vitesse de déplacement de la plaque antarctique au-dessus de ce point chaud est estimée à 25 ± 13 mm/an. 
Le point chaud de Crozet est potentiellement lié aux provinces magmatiques du Karoo, en Afrique australe, et de Ferrar, en Antarctique, âgées de 183 Ma.

Carte de l'archipel Crozet. Le point chaud se situerait dans l'ouest.